# 옥탑방의 문제아들
《옥탑방의 문제아들》은 KBS 2TV의 예능 프로그램이다.

## 기획 의도
'뇌섹’이 각광 받고 있는 사회에서 상식이라곤 1도 없을 것 같은 일명‘상식 문제아’들! 10 문제를 풀어야만 퇴근할 수 있는 옥탑방에 갇혀 문제를 풀기 위해 고군분투하는 내용을 담은 지식 토크 쇼 프로그램.

## 방송 역사
- 가족오락관, 상상오락관에 이어서 신설된 KBS 예능본부의 3번째 시리즈로 2018년 11월 7일에 첫방송되었다.
- 2019년 4월 KBS 봄 개편으로 인해 매주 월요일 저녁 8시 55분으로 시간대가 변경되었다.
- KBS 예능본부는 해당 프로그램 자리에 배틀트립과 배틀트립 자리에 사장님 귀는 당나귀 귀를 내보낼 예정이었지만 여러 가지 사정 때문에 불발되었다.
- 사장님 귀는 당나귀 귀 프로그램 멤버들의 불미스러운 일로 방송이 중단된 1박 2일 자리에 대체 편성되었으며[1], 배틀트립은 한때 화요일 이동설도 제기되었으나 2019년 9월 28일 방송분을 끝으로 메인 MC 자리에서 물러난[2] 이휘재가 공동 진행자로 활동한[3] TV조선 《아내의 맛》과 겹친다는 이유 때문에 좌절되었다.
- 2022년 4월 20일부터 방송 시간이 매주 수요일 저녁 8시 30분으로 변경되면서 원년 멤버인 김용만은 MC을 맡고 있는 MBC 에브리원 《대한외국인》과 겹치면서 하차하고, 김종국이 새 진행자로 합류하였다.[4]
- 원년 멤버 민경훈이 2023년 4월 12일에 개인 사정으로 하차하면서 2023년 4월 19일부터 이찬원이 새 진행자로 합류하였다.[5]

## 방송 시간
| 방송 채널 | 방송 기간                                        | 방송 시간                        | 방송 시간                        | 비고      |
| --------- | ------------------------------------------------ | -------------------------------- | -------------------------------- | --------- |
| KBS 2TV   | 2018년 11월 7일 ~ 2019년 4월 3일                 | 1부                              | 매주 수요일 밤 11:10 ~ 11:55     | 분리 편성 |
| KBS 2TV   | 2018년 11월 7일 ~ 2019년 4월 3일                 | 2부                              | 매주 수요일 밤 11:55 ~ 12:40     | 분리 편성 |
| KBS 2TV   | 2019년 4월 8일 ~ 2019년 12월 23일                | 매주 월요일 저녁 8:55 ~ 밤 10:00 | 매주 월요일 저녁 8:55 ~ 밤 10:00 | 정규 편성 |
| KBS 2TV   | 2020년 1월 6일 ~ 2020년 3월 30일                 | 1부                              | 매주 월요일 저녁 8:55 ~ 밤 9:30  | 분리 편성 |
| KBS 2TV   | 2020년 1월 6일 ~ 2020년 3월 30일                 | 2부                              | 매주 월요일 밤 9:30 ~ 10:10      | 분리 편성 |
| KBS 2TV   | 2020년 4월 6일 ~ 2020년 6월 22일                 | 1부                              | 매주 월요일 저녁 8:50 ~ 밤 9:25  | 분리 편성 |
| KBS 2TV   | 2020년 4월 6일 ~ 2020년 6월 22일                 | 2부                              | 매주 월요일 밤 9:25 ~ 9:55       | 분리 편성 |
| KBS 2TV   | 2020년 6월 30일                                  | 1부                              | 화요일 밤 10:30 ~ 11:05          | 분리 편성 |
| KBS 2TV   | 2020년 6월 30일                                  | 2부                              | 화요일 밤 11:05 ~ 11:40          | 분리 편성 |
| KBS 2TV   | 2020년 7월 7일 ~ 2020년 8월 18일 2020년 9월 1일  | 1부                              | 매주 화요일 밤 10:40 ~ 11:15     | 분리 편성 |
| KBS 2TV   | 2020년 7월 7일 ~ 2020년 8월 18일 2020년 9월 1일  | 2부                              | 매주 화요일 밤 11:15 ~ 11:50     | 분리 편성 |
| KBS 2TV   | 2020년 8월 25일 2020년 9월 8일 ~ 2020년 9월 15일 | 1부                              | 화요일 밤 10:35 ~ 11:15          | 분리 편성 |
| KBS 2TV   | 2020년 8월 25일 2020년 9월 8일 ~ 2020년 9월 15일 | 2부                              | 화요일 밤 11:15 ~ 11:55          | 분리 편성 |
| KBS 2TV   | 2020년 9월 22일 ~ 2021년 6월 29일                | 1부                              | 매주 화요일 밤 10:40 ~ 11:20     | 분리 편성 |
| KBS 2TV   | 2020년 9월 22일 ~ 2021년 6월 29일                | 2부                              | 매주 화요일 밤 11:20 ~ 12:00     | 분리 편성 |
| KBS 2TV   | 2021년 7월 6일 ~ 2021년 10월 5일                 | 매주 화요일 밤 10:40 ~ 12:10     | 매주 화요일 밤 10:40 ~ 12:10     | 통합 편성 |
| KBS 2TV   | 2022년 1월 4일 ~ 2022년 3월 1일                  | 매주 화요일 밤 10:40 ~ 12:10     | 매주 화요일 밤 10:40 ~ 12:10     | 통합 편성 |
| KBS 2TV   | 2022년 3월 15일 ~ 2022년 4월 12일                | 매주 화요일 밤 10:40 ~ 12:10     | 매주 화요일 밤 10:40 ~ 12:10     | 통합 편성 |
| KBS 2TV   | 2021년 10월 12일 ~ 2021년 10월 19일              | 화요일 밤 10:50 ~ 12:20          | 화요일 밤 10:50 ~ 12:20          | 통합 편성 |
| KBS 2TV   | 2021년 12월 21일 ~ 2021년 12월 28일              | 화요일 밤 10:50 ~ 12:20          | 화요일 밤 10:50 ~ 12:20          | 통합 편성 |
| KBS 2TV   | 2022년 3월 8일                                   | 화요일 밤 10:50 ~ 12:20          | 화요일 밤 10:50 ~ 12:20          | 통합 편성 |
| KBS 2TV   | 2021년 10월 26일                                 | 화요일 밤 10:45 ~ 12:15          | 화요일 밤 10:45 ~ 12:15          | 통합 편성 |
| KBS 2TV   | 2021년 11월 16일 ~ 2021년 12월 14일              | 화요일 밤 10:45 ~ 12:15          | 화요일 밤 10:45 ~ 12:15          | 통합 편성 |
| KBS 2TV   | 2021년 11월 2일                                  | 화요일 밤 10:45 ~ 12:25          | 화요일 밤 10:45 ~ 12:25          | 통합 편성 |
| KBS 2TV   | 2021년 11월 9일                                  | 화요일 밤 11:15 ~ 12:45          | 화요일 밤 11:15 ~ 12:45          | 통합 편성 |
| KBS 2TV   | 2022년 4월 20일 ~ 2023년 5월 24일                | 매주 수요일 저녁 8:30 ~ 밤 9:50  | 매주 수요일 저녁 8:30 ~ 밤 9:50  | 통합 편성 |
| KBS 2TV   | 2023년 5월 31일 ~ 2024년 1월 17일                | 매주 수요일 저녁 8:30 ~ 밤 9:45  | 매주 수요일 저녁 8:30 ~ 밤 9:45  | 통합 편성 |
| KBS 2TV   | 2025년 4월 3일 ~ 현재                            | 매주 목요일 저녁 8:30 ~ 밤 9:50  | 매주 목요일 저녁 8:30 ~ 밤 9:50  | 통합 편성 |

## 출연자
현재 출연진
| 출연진 | 방송 기간                         | 방송 회차     | 비고 |
| ------ | --------------------------------- | ------------- | ---- |
| 송은이 | 2018년 11월 7일 ~ 2024년 1월 17일 | 1회 ~ 260회   |      |
| 송은이 | 2025년 4월 3일 ~ 현재             | 261회~ 현재   |      |
| 김숙   | 2018년 11월 7일 ~ 2024년 1월 17일 | 1회 ~ 260회   |      |
| 김숙   | 2025년 4월 3일 ~ 현재             | 261회 ~ 현재  |      |
| 김종국 | 2022년 4월 20일 ~ 2024년 1월 17일 | 174회 ~ 260회 |      |
| 김종국 | 2025년 4월 3일 ~ 현재             | 261회 ~ 현재  |      |
| 주우재 | 2025년 4월 3일 ~ 현재             | 261회 ~ 현재  |      |
| 양세찬 | 2025년 4월 3일 ~ 현재             | 261회~ 현재   |      |
| 홍진경 | 2025년 4월 3일 ~ 현재             | 261회 ~ 현재  |      |

과거
| 출연진 및 패널 | 방송 기간                         | 방송 회차     | 비고  |
| -------------- | --------------------------------- | ------------- | ----- |
| 김용만         | 2018년 11월 7일~ 2022년 4월 12일  | 1회 ~ 173회   | [ 6 ] |
| 김희철         | 2020년 12월 29일                  | 110회         |       |
| 김희철         | 2021년 1월 12일 ~ 2021년 2월 16일 | 112회 ~ 117회 | [ 7 ] |
| 민경훈         | 2018년 11월 7일 ~ 2023년 4월 12일 | 1회 ~ 223회   |       |
| 정형돈         | 2018년 11월 7일 ~ 2024년 1월 17일 | 1회 ~ 260회   | [ 8 ] |
| 이찬원         | 2023년 4월 19일 ~ 2024년 1월 17일 | 224회 ~ 260회 |       |

## 수상 경력
2019년
- 2019년 KBS 연예대상
  - 베스트 챌린지상

2020년
- 2020년 KBS 연예대상
  - 대상 : 김숙
  - 프로듀서 특별상 : 송은이

2021년
- 2021년 KBS 연예대상
  - 올해의 예능인상 : 김숙

2022년
- 2022년 KBS 연예대상
  - 올해의 예능인상 : 김숙

## 같이 보기
- 퀴즈 쇼

## 결방 및 편성 변경 안내
2019년
- 7월 29일 : 스페셜 방송으로 대체.
- 10월 14일 : KBS 스포츠 2019년 KBO 리그 플레이오프 1차전 《키움 히어로즈 VS SK 와이번스》 중계방송으로 인한 결방.
- 12월 30일 : 송년특집 《코미디의 전당 - 전설》 편성으로 인한 결방.

2020년
- 11월 10일 : KBS 스포츠 2020년 KBO 리그 플레이오프 2차전 《KT 위즈 VS 두산 베어스》 중계방송으로 인해 밤 11시 45분에 지연 방송.
- 11월 24일 : KBS 스포츠 2020년 KBO 리그 한국시리즈 6차전 《NC 다이노스 VS 두산 베어스》 중계방송으로 인해 밤 10시 20분에 조기 방송.

2021년
- 7월 27일 : 《2020 도쿄 올림픽》 중계방송으로 인한 결방.
- 8월 3일 : 《2020 도쿄 올림픽》 중계방송 인해 밤 10시에 조기 방송.
- 9월 21일 : 2021 한가위 대기획 《피어나라 대한민국 심수봉 - 특별판》 편성으로 인한 결방.
- 11월 9일 : KBS 스포츠 2021년 KBO 리그 플레이오프 1차전 《두산 베어스 VS 삼성 라이온즈》 중계방송으로 인해 밤 11시에 지연 방송.

2022년
- 2월 1일 : 설날특선영화 《킬러의 보디가드 2》 편성으로 인한 결방.
- 2월 8일 : KBS 2TV 월화 드라마 《꽃 피면 달 생각하고》 13~14회 편성으로 인한 결방.
- 2월 15일 : 《2022 베이징 동계 올림픽》 중계방송으로 인해 밤 11시 40분에 지연 방송.
- 8월 10일 : 2022년 한국 중부 집중호우로 인해 《개는 훌륭하다》 재방송으로 인한 결방.
- 11월 23일 : 《2022 카타르 월드컵》 조별리그 E조 1차전 독일 VS 일본 중계방송으로 인한 결방.

2023년
- 7월 19일 : 2023년 여름 한반도 집중호우 여파로 인해 제2회 《청룡시리즈어워즈》 중계방송으로 인한 결방.
- 9월 27일 ~ 10월 4일 : 《2022 항저우 아시안 게임》 중계방송으로 인한 결방.

2025년
- 7월 24일 : KBS 2TV 수목 드라마 《내 여자친구는 상남자》1회 재방송 편성으로 인한 결방.